# Jubal Drum & Bugle corps
Jubal Drum & Bugle Corps (kortweg: Jubal) is een Drum & Bugle Corps uit de stad Dordrecht, in de Nederlandse provincie Zuid-Holland. Jubal heeft 14 nationale titels en 5 Europese titels gewonnen. Jubal werd opgericht in 1911.

## Organisatie
Jubal behoort tot de muziekvereniging Jubal Dordrecht welke op 11 april 1911 is opgericht. Jubal repeteert in de thuisbasis van Jubal Dordrecht: het Jubal Muziek Centrum.

## Geschiedenis
Jubal is opgericht in 1911 als tamboer- en pijperkorps. Tijdens de Tweede Wereldoorlog is het corps enige tijd inactief geweest. Hierna groeide Jubal alweer snel naar een korps met circa 100 leden. In die tijd was Jubal voornamelijk te zien in de omgeving van Dordrecht.
In de jaren zestig onderging het korps een grote verandering. Het uniform werd aangepast en de fluitjes werden vervangen door koperblaas instrumenten. Jubal kreeg meer bekendheid en ging vaker optreden in het buitenland.
De drumcorpsstijl is ontstaan aan het eind van de jaren zeventig. Met de komst van deze Amerikaanse stijl werd de show een steeds belangrijker onderdeel van de optredens. In 1982 sloot Jubal zich aan bij Drum Corps Holland (DCH) om ook in competitieverband op te gaan treden. Jubal verlaat deze competitie in 1996.

## Prestaties
- Nederlands kampioen (DCH): 1982, 1986, 1992, 1993 en 1994.
- Nederlands kampioen (DCN, vanaf 2017 DMG): 2006, 2007 ,2009, 2013, 2014, 2015, 2016, 2017, 2018, 2019
- Wereld Muziek Concours: Eerste prijs.
- Europees kampioen (DCE): 1992, 2003, 2006, 2009, 2013, 2018 en 2022